# Klaus Wöller
Klaus Wöller (* 23. April 1956 in Hannover; † 14. Dezember 2024) war ein deutscher Handballspieler. Er gewann 1984 die olympische Silbermedaille.

## Werdegang
Als Jugendlicher trieb Wöller die Sportarten Fußball, Tischtennis und Tennis, ehe er zum Handball kam. Sein Abitur bestand er 1975 am Matthias-Claudius-Gymnasium in Gehrden.
Der 1,87 Meter große Torwart spielte Handball bei Arminia Hannover, beim TV Grambke in Bremen, beim TV Hüttenberg und dann beim TuS Nettelstedt. Ab 1976 war Wöller in der Handball-Bundesliga aktiv. 1981 gewann er mit dem TuS Nettelstedt den DHB-Pokal und den Europapokal der Pokalsieger. Im Rückspiel des Europapokalfinals gegen Empor Rostock war Wöllers Leistung ausschlaggebend für den Sieg seiner Mannschaft. 1982 wechselte er zu den Reinickendorfer Füchsen nach Berlin, die damals gerade in die Bundesliga aufgestiegen waren. In Berlin durchlief er eine Ausbildung zum Werbekaufmann. Anfang März 1985 wechselte Wöller aus Berlin zum TSV Milbertshofen, seine späteren Vereine waren Düsseldorf und der HSV Suhl.
Wöller spielte in 72 Länderspielen in der deutschen Nationalmannschaft. Am 20. November 1976 gab er in Ploesti gegen Rumänien sein Länderspieldebüt. Als die bundesdeutsche Nationalmannschaft 1978 Weltmeister wurde, kam Wöller nicht zum Einsatz, sondern saß während des WM-Turniers auf der Tribüne. Bei der Handballweltmeisterschaft 1982 belegte er mit der deutschen Mannschaft den siebten Platz. Erfolgreicher war die Mannschaft bei den Olympischen Spielen 1984 in Los Angeles: Wöller wirkte in fünf Spielen mit, auch im Finale bei der 17:18-Niederlage gegen Jugoslawien, wobei er zweiter Torwart hinter Andreas Thiel war. Die deutsche Mannschaft wurde – also auch Wöller – vom Bundespräsidenten mit dem Silbernen Lorbeerblatt ausgezeichnet. Im Dezember 1985 absolvierte er gegen Island sein letztes Länderspiel. Beruflich wurde Wöller im Versicherungswesen tätig, 1993 ließ er sich in Salach nieder.